# Mario Sertić
Mario Sertić (* 11. Februar 1988 in Zagreb) ist ein kroatischer Eishockeyspieler, der seit 2014 erneut beim KHL Medveščak Zagreb unter Vertrag steht und in der zweiten Mannschaft des Klubs zum Einsatz kommt, mit der er seit 2017 in der International Hockey League spielt.

## Karriere
Mario Sertić begann seine Karriere als Eishockeyspieler in seiner Heimatstadt in der Nachwuchsabteilung des KHL Medveščak Zagreb. Nach einem Jahr in der slowakischen U18-Liga beim HK Povazská Bystrica kehrte er zu Medveščak zurück. Von 2006 bis 2009 spielte er beim Lokalrivalen KHL Zagreb in der kroatischen Eishockeyliga. Anschließend ging er erneut zu Medveščak und spielte dort neben seinen Einsätzen in der kroatischen Liga, die er mit dem Team 2010 und 2011 gewinnen konnte, auch in der slowenisch dominierten Slohokej Liga. Nachdem Medveščak in die Österreichische Eishockey-Liga (EBEL) aufgenommen war, spielte er für seinen Klub vorwiegend in der zweiten Mannschaft in der kroatischen Liga und erreichte dort 2012 seinen dritten Meistertitel in Folge, kam aber auch einmal in der EBEL zum Einsatz. Parallel spielte er für den KHL Mladost Zagreb aber auch weiterhin in der Slohokej Liga. 2012 zog es ihn nach Paris, wo er zwei Jahre bei Français Volants in der Division 2, der dritthöchsten Spielklasse des Landes, auf dem Eis stand. 2014 kehrte er zu Medveščak zurück und spielt dort seither in der zweiten Mannschaft, mit der er seit 2017 in der International Hockey League antritt. 2015, 2016, 2017 und 2018 wurde er mit Medveščak erneut kroatischer Meister.
Während der Saison 2018/19 absolvierte er erneut einige Spiele für den Klub in der Erste Bank Eishockey Liga (EBEL).

### International
Für Kroatien nahm Sertić im Juniorenbereich an den Division-II-Turnieren der U18-Weltmeisterschaften 2004, 2005 und 2006 sowie der U20-Weltmeisterschaften 2006, 2007 und 2008.
Im Seniorenbereich stand er im Aufgebot seines Landes bei der Weltmeisterschaft 2009 in der Division I sowie den Turnieren der Division II der Weltmeisterschaften 2011 und 2012. Zudem vertrat er seine Farben bei den Qualifikationsturnieren zu den Olympischen Winterspielen in Vancouver 2010, in Sotschi 2014 und in Pyeongchang 2018.

## Erfolge und Auszeichnungen
- 2010 Kroatischer Meister mit dem KHL Medveščak Zagreb
- 2011 Kroatischer Meister mit dem KHL Medveščak Zagreb
- 2012 Kroatischer Meister mit dem KHL Medveščak Zagreb
- 2015 Kroatischer Meister mit dem KHL Medveščak Zagreb
- 2016 Kroatischer Meister mit dem KHL Medveščak Zagreb
- 2017 Kroatischer Meister mit dem KHL Medveščak Zagreb
- 2018 Kroatischer Meister mit dem KHL Medveščak Zagreb

## Statistik
(Stand: Ende der Spielzeit 2011/12)